# Мацуте (Республика Сербская)
Мацуте (серб. Мацуте / Macute) — село в общине Вишеград Республики Сербской Боснии и Герцеговины. В настоящее время село необитаемо.